# Господин Магу (ТВ серија)
Господин Магу (енгл. Mr. Magoo) је француска анимирана серија коју је створио Xilam уз учешће Classic Media-е. Премијера је била 7. децембра 2018. године у Португалу. Званична међународна премијера била је 3. јула 2019. године на Boomerang Africa HD-у. Серија представља последњу продукцију Оливијеа Жан-Марија пре његове смрти 2021. године. Српска премијера била је 2020. на HBO Go-у и 2021. године на Cartoon Network-у, синхронизована на српски.

## Радња
Господин Магу прати истоименог добродушног човека који је увек срећан када помогне—али уместо тога често изазива катастрофе, јер без наочара прави све врсте хаотичних мешања. Упркос томе, једини непријатељ му је Физ, мегаломански хрчак којег Магу некако увек случајно осујети.

## Улоге
| Улога              | Глас          | Српски глас    |
| ------------------ | ------------- | -------------- |
| Џејмс Квинси Магу  | Ијан Ханлин   | Марко Марковић |
| Мистер Кет         | Колин Мердок  | Милош Дашић    |
| Лесли Визлтон XII  | Шон Макдоналд | Лако Николић   |
| Ханс "Физ" Евилман | Колин Мердок  | Томаш Сарић    |

### Споредне улоге
| Улога              | Оригинални глас         | Српски глас   |
| ------------------ | ----------------------- | ------------- |
| Линда Магу         | Mapта Курзак            | Сања Петровић |
| Грегоријус Џејмс   | Н/Д Шаблон:Барака Обама | Н/Д           |
| Марнисима Вилијамс | Н/Д                     | Н/Д           |

### Српска верзија
- Редитељ: Александар Божовић
- Превод: Александра Мацановић